# Maxus eTERRON 9
Le Maxus eTERRON 9  est un pick-up électrique produit par le constructeur automobile chinois Maxus à partir de 2024.

## Présentation
Le Maxus eTERRON 9 est présenté le 17 septembre 2024 au parc des expositions de Hanovre (Allemagne) lors du salon IAA Transportation 2024, annonçant son arrivée sur le marché européen.

## Caractéristiques techniques
L'eTERRON 9 offre une capacité de traction de 3,5 tonnes et une charge utile de 620 kg dans sa benne arrière de 1,56 m de long, qui s'allonge à 2,1 m avec la porte de benne baissée, 1,5 m de large et 0,535 m de haut. Il propose un frunk (coffre avant) à ouverture électrique d'une capacité de 236 dm3 doté de 2 sièges intégrés.
Le pick-up est doté d'une suspension pneumatique qui peut être abaissée jusqu'à 60 mm en mode « Easy Load ». 

### Motorisation
La pick-up chinois est doté de deux moteurs électriques (125 kW à l'avant et 200 kW à l'arrière) pour une puissance cumulée de 325 kW (442 ch), alimentés par une batterie LFP d'une capacité de 102 kWh. Il accepte une recharge rapide en courant continu (DC) jusqu’à 115 kW permettant de passer de 20 % à 80 % en 40 minutes.